# 蒂托·李维
蒂托·李维（Titus Livius，前64年或前59年—17年）是古罗马著名的历史学家，他写过多部哲学和诗歌著作，但最出名的是他的巨著《羅馬史》（原名为Ab urbe condita，意为“自建城以来”）。

## 生平
李维的出生地帕塔维乌姆（Patavium，即现在意大利北部的帕多瓦，临近威尼斯）是一个古老的商业城市，以羊毛产品闻名于世。由于靠近亚得里亚海，很早就受到希腊和拉丁文化的影响，文化教育水準也很高。青少年时代的李维如其他罗马富家子弟一般，学习文学、修辞学、演说术等，受到了良好的教育。30岁以前他一直生活在帕塔维乌姆，既没有参军打过仗，也没有担任过罗马公职。在著述中，他經常表達自己對故鄉的熱愛。
前29年夏，李维从帕塔维乌姆迁居罗马。这时，屋大维已经战胜安东尼，结束了罗马长期混乱和分裂的局面，呈现出和平时代的气氛。一些有志于著述的学者纷纷云集罗马城。后与李维齐名，用希腊文写作罗马史的哈利卡纳苏斯的戴歐尼修斯也在公元前30年左右到罗马定居。李维到罗马后与他们并没有什么来往。
迁居罗马后不久，李维就结识了奥古斯都（即屋大维），两人关系很好。据苏维托尼乌斯记载，李维曾奉奥古斯都之命教导他的外孙、后来的皇帝克劳狄一世，并建议他学习历史写作。李维对新确立的元首制表示忠顺，用塔西佗的话来说，他和奥古斯都之间存在着友谊。但就李维本身而论，他思想保守，在政治上拥护贵族共和制。他对恺撒以及谋杀恺撒的布鲁图斯和卡西乌斯的评价很好地说明了这一点。李维撰写历史著作，是为了歌颂罗马人的光荣和伟大，宣扬罗马的爱国主义精神和传统习俗。这一点正好适应于奥古斯都统治的需要，因此他对李维的保守思想采取妥协的态度。
李维於14年返回帕塔维乌姆，三年后去世。

## 著作

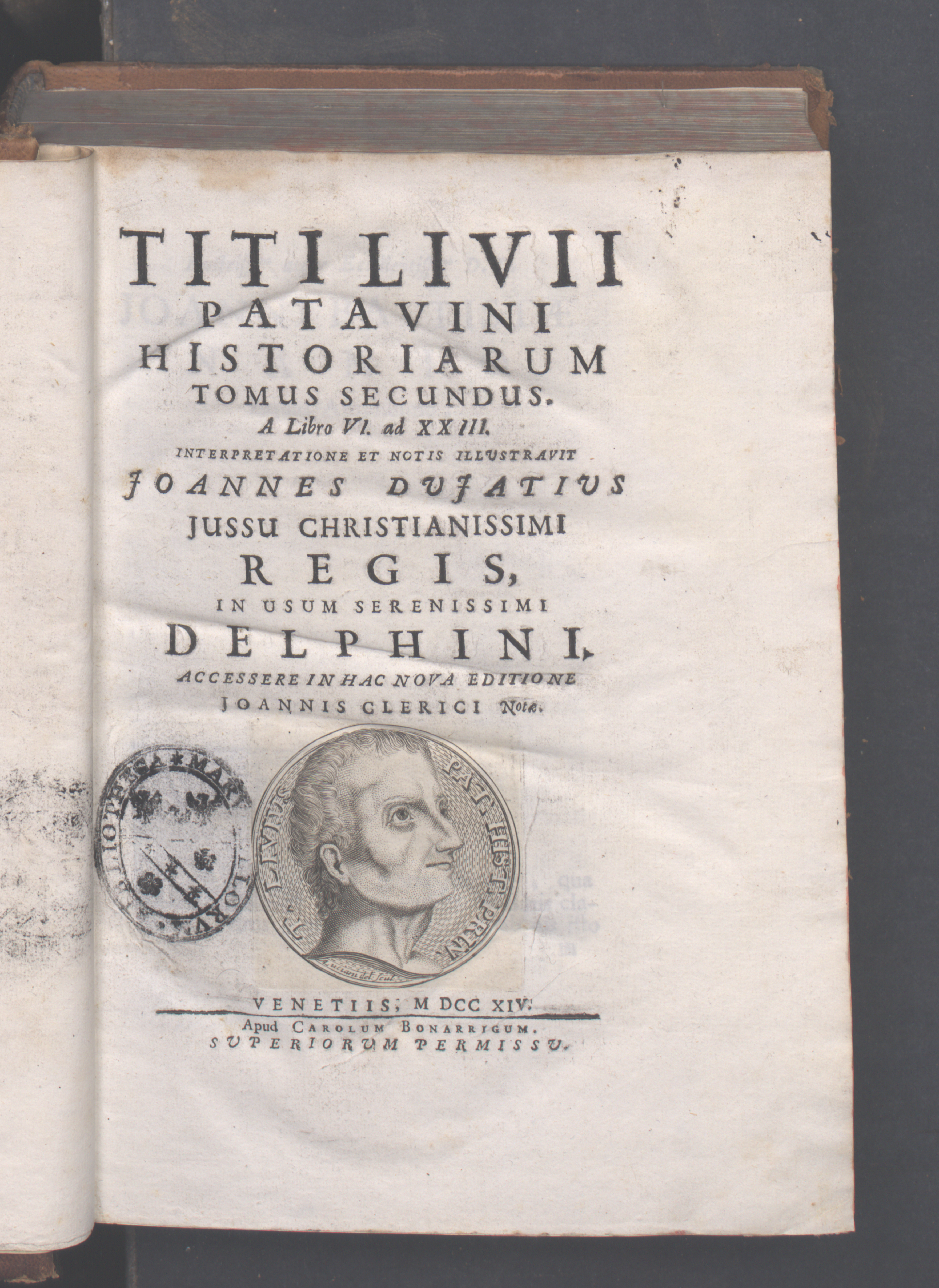
Ab Urbe condita, 1714

李维到罗马之前已经有了写罗马史的计划。他到罗马后不久就开始写作，此后，他以毕生精力从事罗马史巨著《自建成以来》（Ab urbe condita）的著述，一直到14年奥古斯都去世之后才停笔，前後40餘年。《自建成以来》是一部卷轶浩繁、内容豐富的历史巨著。李维在写作时混用了年代记和记叙体的笔法，第一卷發表於前27—25年之间，最后21卷發表于奥古所都死後，也可能是在李维本人死後才發表出来。这部作品一共有142卷，每十卷为一部，但目前存留下来的只剩35卷，是第一至十卷以及第二十一至第四十五卷，即第一、三、四部以及第五部的前半，其余各卷除个别的片段以外部已散失。幸好从保存下来的摘要中，我们能够窥见这部历史巨著的概貌。全书内容大致如下：
1. 1—5卷：建城到罗马被高卢人攻克（前753—387年）
2. 6—10卷：萨莫奈人战争（到前290年）
3. 11—15卷：征服意大利（到前265年）
4. 16—20卷：第一次布匿战争到第二次布匿战争之前（前264——219年）
5. 21—30卷：第二次布匿战争（前218—201年）
6. 33—45卷：马其顿和叙利亚战争（到前167年）
7. 46—70卷：内战到同盟战争（前91年）
8. 7l—80卷：内战到马略之死（前86年）
9. 81—90卷：内战到苏拉之死（前78年）
10. 91—103卷：内战到庞培在东方取得胜利（前62年）
11. 104—108卷：共和国末期
12. 109—116卷：内战到恺撒之死（前44年）
13. 117—133卷：内战到亚克兴战役（前30年）
14. 134—142卷：奥古斯都时代（前29—9年）

## 对历史的态度
李维开始著述时年约三十一、二岁，各方面的知识都很缺乏，而著作计划十分庞大，显然难以完成细致的按集、整理、研究和分析材料的工作。他自己也在《罗马史》的序中承认：“我才疏学浅，无力鉴别下列史料的真伪，即那些被作家们用他们诗一般的语言所歌颂的远古史，其中包括罗马建城之前的历史和建城的过程。”李维的作法实际上只是吸收别人的成果，对前人著作进行编纂、改写和抄录。在李维写作的时代，可用作参考的资料为数不少，有大年代记，各种遗嘱、契约、条约等文件，元老院会议记录，监察官调查清单以及私人和家族的各种记录。此外还有老年代记和小年代记作家的作品和加图、西塞罗、波里比阿等优秀拉丁和希腊作家的大量作品可供利用。但李维很少利用档案文献等原始材料，对各个史家的著作也不进行分析研究，甚至不去分辨其史料价值的高低，而不加批判地使用。在他看来写作历史的目的是宣扬爱国主义和进行道德说教，选取材料也以达到这些目的为准。因此他不费时间和精力去搜集采访，求取第一手材料，也不花很大力气来对史料进行分析、比较和研究以求真实和可靠。关于远古历史的部分，他对法比乌斯、皮克托尔和卡尔普尔尼乌斯、比索等老年代记作家只是间接引用，更多引用的反而是同他本人时代较近的各小年代记作家，如安提阿斯、杜别罗、安提帕特尔等人的材料。由于不加分析批判而直接采用，所以把这些人的缺点和错误也都转载了。保存下来的21—30卷价值较高，这是由于李维写作这部分时几乎完全利用了波里比阿的著作。
。他在提及写作《罗马史》的目的时说：“……我想找到一种药，让我们的帝国返老还童，重新焕发青春的活力。这种能抗衰老的药就是我写的这部史书。当青年们看到我们的祖先是如何建功立业，如何享受元老院和人民赐予他们的荣誉的时候，他们的心中必定会燃起不可遏止的豪情壮志，立誓今生即便不能超越古人，也要无愧于后世。他们更会从史书中汲取营养和经验，知道什么事能做，什么事不能做；怎样做才能善始善终，怎样做就会恶始恶终。”因此，在李维的著作中有许多不确切的地方，比如对所描写的战役和地区缺乏明确的概念；用他自己生活的时代的情况去说明古代的国家制度，年代上时有错误等等。他写作的方法是从前人的著作中选择一部书作为主要蓝本，从中采取所需材料进行编纂，其他的来源则作为补充材料。如果主要的史料只有一种，他就完全照搬前人的材料；如果史料有几种的话，他或是主观地任意选取其中的一种，或是不加分辨地列上时常是互相矛盾的几种说法。例如，李维在他的著作第31卷中提到汉尼拔的兵力时，列举了三个史家的不同说法。其中第二个是波里比阿的估计，较为可靠，因为波里比阿自己说过他的数字来自汉尼拔在拉西尼的石刻铭文。但李维对三种说法都未予评论。又如，关于老西庇阿去世的年代问题，最初他大概是跟随安提阿斯说西庇阿死于前187年，后来看到一些新材料说明西庇阿的卒年不可能早于前185年，因为在这年中他还作过演说。还有一个材料证明他死于前183年9月以前。因此证据很明显，西庇阿之死应在前184年和前183年9月之间。但李维后来重提这个问题时，既不纠正从前的错误，也不根据材料得出较为正确的估计，反而武断地否定波里比阿提出的老西庇阿死于前183年的合理说法。
此外，李维的政治意識形態，以及偏执的爱国思想情绪，使他故意隐瞒和篡改一些史实，删掉一些会使罗马人感到不光彩的东西。他对罗马早期对外战争中的许多野蛮行径毫不谴责。老西庇阿和攻克叙拉古（前211年）的马克卢斯都曾对当地人民进行残忍的屠杀，李维却把他们写成道德高尚的将领。前197年在希腊的庫諾斯克法萊戰役中，波里比阿记载罗马将领弗拉米寧追击逃跑的马其顿联军，对投降者尽情杀戮，而李维改为只杀了队伍前的几个人其余都任其逃散，以此减轻罗马人的罪责。还有第二次布匿战争中特拉西美诺湖之役失败后，波里比阿记载当时罗马元老院和人民普遍惊慌失措，而李维却说普通人民惊慌失措，元老院则冷静沉着，采取了一些办法对付紧急情况。尽管如此，他对罗马的敌人的好的方面还是加以肯定，并且通过他们之口说出一些罗马人的不畅快的经历。就是对于汉尼拨这样一个罗马人的死对头，他在谴责他的惨无人性、背信弃义的时候，也大胆肯定汉尼拔与士兵同甘苦，身先士卒，勇敢善战等长处。
至于道德说教，在李维的历史著作中更是不胜枚举。李维塑造了许多古代罗马的英雄和烈女的形象，表彰他们品德高尚，坚贞不屈，英勇报国的事迹，谈来使人肃然起敬。他推崇罗马古代的道德习俗，憎恶当代道德风气的败坏，说这“那时全体人民都是谦和、公正和高尚的，而今天这样品质的人一个也找不到了”。李维进行道德宣传，完全适应奥古斯都在当时颁布法律，采取恢复古时道德习俗的措施。
就哲学观点而论，李维接近于斯多葛派，用社会道德风尚的变化来解释历史的演变，以为神諭和天命是历史发展的动因。他热俊于记载各种灾民认为神奖善惩恶，许多灾祸都起于对神明的不敬，他认为罗马人承认战神马尔斯是自己的祖先，自然应有显赫的战功．其他各族人民应该服服贴贴地接受罗马人的统治。
李维经常按演说的规则编写一些书中人物的演说，其中有些明显地不符合历史的实际。但是，这类演说辞使叙述显得生动，并且可以利用它们来对历史人物及其行动的原因加以说明和评论。後世學者則有人稱，不必过分苛求，这也是希腊史家们的通病。
李维的书中不乏生动的描写。例如对汉尼拔率军越过阿尔卑斯山这一壮举的叙述，有声有色，扣人心弦。对于王政末年卢克雷提娅因遭到蘇培布之子塞斯圖的強姦而自尽的场面，也描写得激动人心。

## 影响
尽管李维及其著作存在一些严重的缺点错误，但他仍不失为古代著名的历史学家，他的著作保存了丰富而宝贵的历史资料，在史学史上占有重要的地位。最特别的是，李维在他的著作中对罗马早期历史保持了前后一贯的传统叙述，而有关于罗马早期历史的其他资料残缺不全，文献资料极其缺乏，在这种情况下使他独占鳌头，没有任何别人能够取代他的地位。向时，李维的历史著作内容丰富多采，材料安排巧妙，文笔生动形象，给人以深刻印象，在历史著作中独具一格。李维的历史著作，在他生前即已有了很大的影响，在他死后更是很多人学习的榜样。瓦列里乌斯·马克西穆斯、弗隆提努斯、克尤杜斯·库尔齐乌斯·鲁福斯等人都从他的著作中选取材料。但丁的《神曲》中提到他的著作。马基亚维利的作品“论蒂托·李维羅馬史前十卷”就是评价他这部作品的前三卷，从中总结统治的经验。十八世纪以来，史学界对他的著作进行了广泛深入的探讨。
李维不仅是著作的史学家，而且还是卓越的拉丁文作家。在这方面，他可与西塞罗、塔西陀齐名，同为创建拉丁文风的三位大师。西塞罗清新流畅，塔西佗精美典雅而李维则是生动灵活，雅俗结合。他写公文用官方语言，描述战争和英雄人物用诗歌和戏剧语言，编演说辞又学西塞罗的语言，这都博得了后世的称赞。

## 擴展閲讀
- Dorey, TA (编), , London & Toronto: Routledge & K. Paul, 1971.
- Fotheringham, John Knight, , Oxford: The Clarendon Press, 1905.
- Hornblower, Simon; Spawforth, Antony (编), , Oxford University Press, 2003, ISBN 978-0-19-860641-3.
- Kraus, CS; Woodman, AJ, , Oxford University Press, 2006, ISBN 978-0-19-922293-3.
- Syme, Ronald. . Harvard Studies in Classical Philology. 1959, 64: 27–87. JSTOR 310937. doi:10.2307/310937. Also in Badian, E (编),  I, Oxford: Oxford University Press: 400–54, 1979.
- Walsh, PG, , Dorey, Thomas Alan; Thompson, EA  (编), , Studies in Latin Literature and its Influence, London: Routledge & K Paul: 115–42, 1966.

## 外部連接
- Livy的作品  - 古騰堡計劃
- 互联网档案馆中蒂托·李维的作品或与之相关的作品
- 來自蒂托·李维的LibriVox公共領域有聲讀物
- Lendering, Jona. . . Livius.org. 2006–2009  [2009]. （原始内容存档于2016-03-03）.